# Musée de Peinture de Saint-Frajou
Le musée de Peinture de Saint-Frajou, Haute-Garonne, est un musée municipal qui se situe dans le bâtiment de l'ancienne école à l'entrée de la place du village de Saint-Frajou. Il abrite trois salles d'exposition. Deux salles d'exposition permanente avec une sélection de peintures de Ksenia Milicevic, une pinacothèque de dessins d'enfants de 35 pays et une salle réservée aux expositions temporaires.

## Historique du musée
Le musée municipal de Peinture de Saint-Frajou est créé en 2010, à la suite de la donation à la commune d'une sélection de peintures par l'artiste peintre Ksenia Milicevic.
Afin que ces œuvres soient accessibles à un maximum de personnes, Georges Tomasi, le maire et le conseil municipal de Saint-Frajou ont souhaité créer un musée communal de peinture. Ce musée présente une collection permanente constituée des 30 tableaux de l'artiste et, à différentes périodes de l'année, le musée  accueille des expositions temporaires de peintures, sculptures…
Le bâtiment de l'ancienne école communale, situé à l'entrée du village, sur la départementale D 52, constitue la vitrine de Saint-Frajou. Il a donc semblé à la municipalité qu'il était opportun d'installer ce musée de peinture dans ce bâtiment.
De plus, il est facilement accessible et la commune dispose d'un parking en face du bâtiment. Le musée de Peinture de Saint-Frajou constitue le premier musée de peinture du canton de L'Isle-en-Dodon et permet ainsi de créer une attraction culturelle.
En 2020 le Musée de peinture de Saint-Frajou a établi un partenariat avec Les Abattoirs,  musée d'art moderne et contemporain de la ville de Toulouse (Haute Garonne). 

## Architecture du bâtiment
Le musée municipal de Peinture de Saint-Frajou se situe dans le bâtiment de l'ancienne école à l'entrée de la place du village. Le bâtiment de l'école de garçons de Saint-Frajou, désaffecté depuis plusieurs années, a été construit au début du XXe siècle.
Il est à noter, qu'à cette époque, les modèles des édifices publics, principalement inspirés des formes des châteaux ou des hôtels particuliers, étaient utilisés de façon interchangeable, quelle qu’en soit la fonction. Ainsi l'architecture de l'ancienne école a le caractère représentatif et monumental des bâtiments publics de l'époque. Dans l'élaboration du projet de transformation de l'école communale en musée, une attention particulière a été portée à la conservation du bâtiment de l'école dans sa forme originale : l'installation de supports contemporains de présentation des œuvres a été réalisée dans les espaces intérieurs sans altération de la forme de l'édifice.Les impératifs de circulation d'un musée n'ont pas exigé de modification dans l'agencement des espaces, le bâtiment de l'ancienne école étant tout à fait approprié à cette nécessité.

## Collections
La collection permanente est constituée d'une sélection de peintures de Ksenia Milicevic réalisées entre 1986 et 1998, 30 illustrations de livres, 12 gouaches et 12 dessins de 1971 de la série L'Automne du patriarche (El otoño del patriarca).
Une seconde collection de peinture, sculpture et photographie est en préparation avec des sculptures de Gérard Lartigue et Christopher Stone, peintures de Victor Molev, Ana Erra de Guevara Lynch, Şenol Sak..., dessins d'Albert Christoph Reck, Oswaldo Viteri..., lithographies de Jean-Michel Folon, Niki de Saint Phalle, Laland...

## Expositions temporaires
Le musée propose aux visiteurs individuels comme aux groupes des expositions temporaires des œuvres des artistes nationaux et internationaux, dans une de ses salles. Une Biennale internationale de peinture d'enfants (années paires) fait partie des programmes réguliers du musée de Peinture de Saint-Frajou ainsi que le Concours international pour la mascotte de la Biennale (années impaires), Salon international Art Résilience 
(peinture et photographie), Semaine de la vidéo de voyage, Conférences-Paroles d'artistes.

## CinéArt
Entre avril et octobre, chaque premier dimanche du mois est organisée une séance CinéArt sur le thème de l'art. L'entrée est gratuite.

## Médiathèque
Tous les mercredis et samedis de 16h à 18h. Prêt de livres, DVD, CD. Pendant la fermeture hivernale du musée la médiathèque reprend les activités avec les conférences et dans le cadre de belles heures de lecture des séances de lecture par des écrivains et des écrits des artistes.

## Accès
Saint-Frajou est situé dans le Comminges à 35 km au nord-est de Saint-Gaudens et à 7 km de L'Isle-en-Dodon. Le musée de Peinture de Saint-Frajou est au centre du village, tout proche de la place principale et de la mairie.